# Kępa Wólczyńska
Kępa Wólczyńska (prononciation : [ˈkɛmpa bjɛˈlaɲska]) est un village polonais de la gmina de Kozienice dans le powiat de Kozienice de la voïvodie de Mazovie dans le centre-est de la Pologne.
Il se situe à environ 9 kilomètres au nord de Kozienice (siège du powiat) et à 72 kilomètres au sud-est de Varsovie (capitale de la Pologne).

## Histoire
De 1975 à 1998, le village appartenait administrativement à la voïvodie de Radom.